# コクバラ語
コクバラ語（コクバラご）は、シナ・チベット語族に属する言語である。話者はインドのトリプラ州やバングラデシュ北部に居住するトリプリ族の人々である。Kók Borok（コクボロック）は、kók「ことば（language）」とborok「人々（people）」からなる。すなわち「人間のことば」という意味になる。
コクバラ語はトリプラ州の公用語である。

## 言語名別称
- トリプラ語
- コクボロック語
- コクボロク語
- コク・ボロック語
- Debbarma
- Kakbarak
- Kokbarak
- Mrung
- Tipura
- Tripura
- Tripuri
- Usipi Mrung
- Usipi

## 分類

### エスノローグ
- ボド諸語
  - ボド語 【brx】 - 1,330,000人
  - ディマサ語（英語版） 【dis】 - 112,000人
  - カチャリ語（英語版） 【xac】 - 59,000人
  - コク・ボロック語 【trp】 - 778,000人
  - リァン語 【ria】 - 77,000人
  - ティペラ語 【tpe】 - 85,000人
  - ティワ語（英語版） 【lax】 - 27,100人
  - ウスイ語 【usi】 - 22,400人

### その他分類
出典
- ボロ・ガロ諸語
  - ラバ語
  - コチ語
  - ルガ語
  - アトン語
  - ガロ語
  - ボロ語
  - ティワ語
  - ディマーサ語
  - モラン語
  - トリプラ語
    - コクボロック語
    - 北部方言
    - 南部方言
      - ウスイ語
      - リァン語

  - デウリ語